# Aplicativos do Google Chrome
Os Aplicativos do Google Chrome são aplicativos da web que são executados no navegador web Google Chrome Os aplicativos do Chrome podem ser obtidos a partir da Chrome Web Store onde os aplicativos, extensões, temas e pode ser instalado ou comprado. Existem dois tipos de apps, hospedado e empacotados, que possuem diferentes locais do seu executável e destinam-se a diferentes casos de uso.
Em 19 de agosto de 2016, o Google anunciou que iria começar a supressão progressiva dos apps do Chrome para Windows, Mac e Linux (ambos empacotados e hospedados) até o final de 2016, terminando o processo, no início de 2018. A empresa disse que tais aplicações, contudo, continuar a ser apoiado e mantido no Chrome OS "para o futuro previsível".

## Tipos de aplicativos
Os apps do Chrome podem ser hospedados ou empacotados. Os aplicativos hospedados têm em seu pano de fundo páginas da web em um servidor remoto e o app funciona como um marcador ou atalho.

### Aplicativos empacotados
Os aplicativos empacotados foram lançados no dia 5 de setembro de 2013. Eles têm características muito semelhantes ao de um nativo do aplicativo da área de trabalho, nomeadamente compatibilidade off-line (por padrão), pode interagir com os dispositivos de hardware, e pode acessar o local de armazenamento. Os aplicativos empacotados não se limitam a regular o Chrome interface e pode apresentar sem um clássico menu janela e sistema operativo de interface de usuário de elementos.

### Aplicativos hospedados
Os apps hospedados são o tipo original dos aplicativos do Chrome. Eles contêm um único arquivo manifest que contém a URL e informações adicionais sobre o aplicativo. Aplicativos hospedados normalmente são online e estão sujeitos restrições de segurança de uma página da web normal.